# Mario Coll
Mario Alberto Coll Montealegre (Bucaramanga, 20 agosto 1960) è un ex calciatore colombiano, di ruolo centrocampista.

## Carriera

### Club
Ha giocato nella massima serie del campionato colombiano con varie squadre.

### Nazionale
Ha collezionato 5 presenze in Nazionale partecipando alla Copa América 1987.